# Кага (река)
Кага или Кагы́ (баш. Ҡағы) — река в России, протекает по территории Абзелиловского и Белорецкого районов Башкортостана.

## География и гидрология
Устье реки Каги расположено у одноимённого села Кага, она впадает реку Белую, в 1188 км от устья последней. Длина реки составляет 84 км. Высота устья — 390 м над уровнем моря. Высота истока — 776 м над уровнем моря. Площадь водосборного бассейна — 604 км².
Помимо одноимённого села на реке расположено село Хамитово.
Река образует естественную северную границу Башкирского заповедника, и границу Белорецкого и Бурзянского районов Башкортостана.
От устья к истоку в реку впадают следующие притоки: Горшков, Каменный Ключ, Тулуповский Ключ, Большой, Евланкин Ключ, Дроздов Ключ, Демичев Ключ, Михалкин Ключ, Бусов, Киршин Ключ, Астикайский Ключ, Даниловский Ключ, Абашкин Ключ, Каменный Ключ, Лизакин Ключ, Яук, Бадамши, Чёрный Ключ, Улажа, Шугрей, Скаксэй, Шатрач, Камышак, Устуманды, Большая Майгашта, Ускабян, Экемост, Кулдаже, Сигаряк, Сакэй, Майгашта, Савсэй, Кызыльелга, Кудряк.

## ГЭС
С 2002 на реке функционирует МикроГЭС Кага ООО «Башкирская генерирующая компания» мощностью 75 кВт.

## Данные водного реестра
По данным государственного водного реестра России относится к Камскому бассейновому округу, водохозяйственный участок реки — Белая от водомерного поста Арский Камень до Юмагузинского гидроузла, речной подбассейн реки — Белая. Речной бассейн реки — Кама.

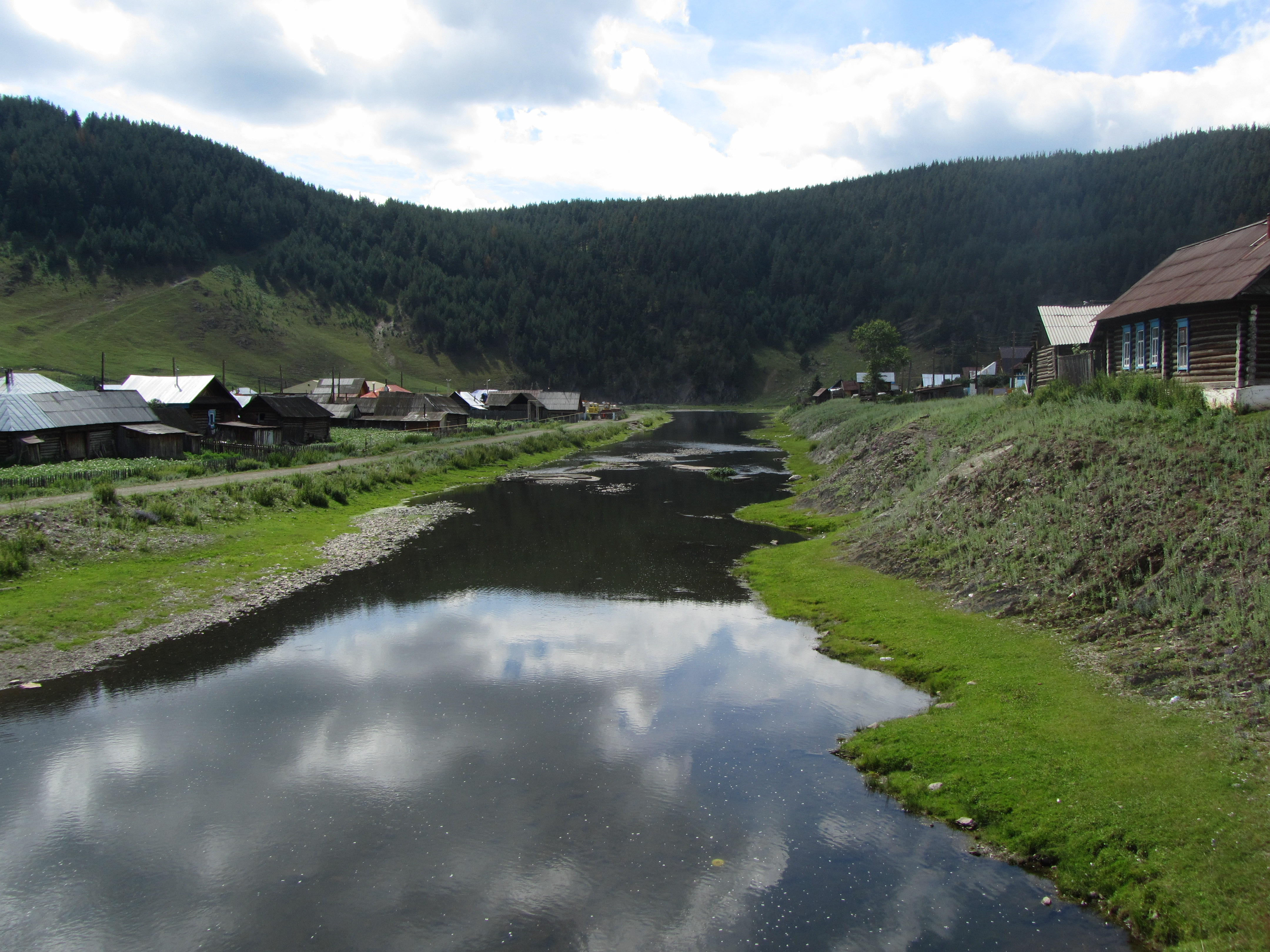
Река Кага возле селае Кага в Белорецком районе